# Сімейка Аддамсів (мюзикл)
«Сімейка Аддамсів» — комедійний мюзикл, композитором і автором текстів якого, є Ендрю Ліппа, лібрето створили — Маршалл Брікман та Рік Еліс. Шоу засноване на групі вигаданих персонажів, створених в 1938 році американським художником Чарльзом Аддамсом для коміксів, що публікувалися в газеті «The New Yorker». Згодом перетворені на мультфільми та екранізовані, вони змальовують спосіб життя та стосунки в інфернальній, спорідненій з усім жахливим американській родині з дуже специфічним почуттям гумору. Незважаючи на те, що існують численні екранізації про Аддамсів, цей мюзикл є першим сценічним шоу з персонажами. «Сімейка Аддамсів» — це також перше шоу, випущене «Elephant Eye Theatricals».
Після спроби постановки в Чикаго в 2009 році, мюзикл відкрився на Бродвеї у квітні 2010 року. В оригінальному касті взяли участь Натан Лейн у ролі Гомеса та Бебе Нойвірт у ролі Мортиції. Покази мюзиклу було завершено 31 грудня 2011 року, а національний тур Північною Америкою оновленої версії  розпочався у вересні 2011 року.
«Сімейка Аддамсів» виграла кілька нагород за час прокату на Бродвеї, включаючи Премію «Drama Desk» за видатную сценографію, премію Outer Critics Circle за видатні декорації, а також та Премію Ліги Драми 2010 за особливі досягнення в сфері музичного театру (вручена Натану Лейну). Шоу було номіновано на дві премії Тоні.
Про прем'єру «Сімейка Аддамсів» у Великій Британії було оголошено 5 вересня 2016 року. Відбулася вона в Edinburgh Festival Theatre в Единбурзі у квітні 2017 року перед початком великого туру.
Українська прем'єра відбулася 19 квітня 2019 року на сцені Київського національного академічного театру оперети. Мюзикл вийшов у версії литовської постановчої групи (режисер — Кестутіс Стасіс Якштас, художник — Гінтарас Макаревічус, балетмейстер — Дайнюс Бервінгіс).

## Розробка
У 2007 році продюсери оголосили, що отримали права від Tee and Charles Addams Foundation на створення музичної адаптації пригод сімейки Аддамс для Бродвею, і вони очікували відкриття в сезоні 2009–2010. Це був перший раз, коли сатиричні твори Чарльза Аддамса були ліцензовані в якості основи для інсценування. 
Головними продюсерами мюзиклу стали Стюарт Окен та Рой Фурман. Згодом, до продюсерської групи Окена та Фурмана також приєднався Вівек Тіварі. Повідомлялося, що Фонд Аддамс зберіг контроль над змістом шоу і наполягав на тому, що замість того, щоб показати на сцені сюжет із телевізійних серіалів і фільмів «Сімейка Аддамсів», продюсерська команда розробила оригінальний мюзикл, заснований виключно на мультфільмах Аддамса.
Маршалл Брікман та Рік Еліс були залучені до написання лібрето, а Ендрю Ліппа склав партитуру шоу. Засновники Improbable theatre Джуліан Крауч і Фелім Макдермотт стали режисерами та дизайнерами, хореографію створив Серхіо Трухільо. Крауч сказав, що під час брейншторму щодо ідей сценографії для шоу, вони з Макдермотом звернулись до персонажа дядька Фестера за натхненням, запитуючи себе: «Якби Фестер збирався робити бродвейське шоу, яке бродвейське шоу він зробив би?» Партнери описали результат як «ексцентричний виступ в стилі Готичного роману».
Деякі зміни були внесені після пробних показів в Чикаго. Пісні «Clandango», «Passionate and True», «At Seven» та «Second Banana» замінено на «When You are a Addams», «Where We We Wrong?», «Morticia» і «Just Around the Corner». Арії «One Normal Night», «Full Disclosure, Part 2», «Crazier Than You», «Move Toward the Darkness», and «Tango De Amor» були переписані. 

## Постановки

### Бродвей
Передогляди шоу почались на Бродвеї в Lunt-Fontanne Theatre 8 березня 2010 року. постановки оцінювали у 10 млн. дол, але дещо пізніше звіти надають інформацію про бюджет у розмірі 15 мільйонів доларів. Весь каст з чиказької проби постановки перейшов на Бродвей. Творчий колектив склали: режисер Макдермотт і Крауч, хореограф Трухільо, художник з освітлення Наташа Кац, ляльки створив Безіл Твіст, спецефекти – Грегорі Мі, оркестровки – Ларрі Хокман.
Шоу здобуло Премію Drama Desk та Outer Critics Circle Award за Видатну сценографію, однак не отримало відзнаку в головних номінаціях.Тим не менш, мюзикл отримав призи глядацьких симпатій від  Broadway.com за Улюблений новий мюзикл на Бродвеї, Улюблений спектакль обраного актора в бродвейському мюзиклі (Кевін Чемберлін), Улюблений спектакль-прорив (Криста Родрігес) та Улюблена пара на сцені (Натан Лейн і Бебе Нойвірт).
У статті Playbill за травень 2011 року повідомляється, що час показів мюзикл зібрав понад 62 мільйони доларів. Шоу відзначило свою 500-ту виставу 16 червня 2011 року. Playbill повідомив також у травні 2011 року, що «на даний момент триває планування інших міжнародних постановок».
Кассандра Петерсон вела переговори про те, щоб взяти на себе роль Мортиції, поки продюсери не вирішать закрити шоу в кінці року.
Постановка на Бродвеї завершила покази 31 грудня 2011 року після 35 передоглядів та 722 вистав.

### Національні гастрольні тури

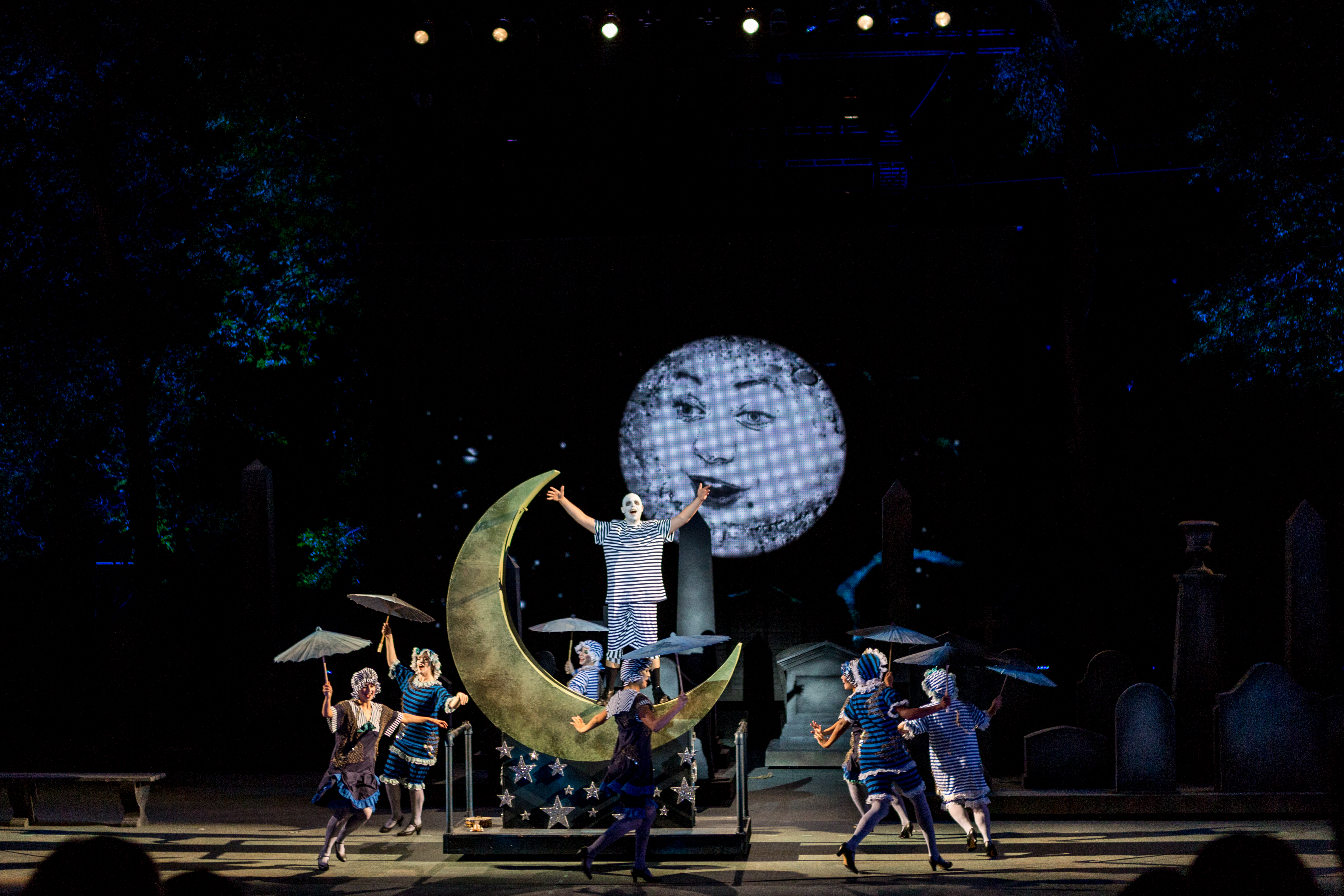
Фестер та Місяць

Тур у США розпочався у вересні 2011 року в Mahalia Jackson Theater for the Performing Arts в Новому Орлеані. Міста, які охопив гастрольний тур: Атланта, Маямі, Бостон, Хартфорд, Сент-Пол, Філадельфія, Даллас, Піттсбург, Баффало, Лос-Анджелес, Канзас-Сіті, Орландо, Флорида та Сан-Дієго. Більшість із цього переліку  – це міста, звідки родом  були члени The Elephant Eye Theatricals та ті, хто працював над створенням Сімейки Аддамсів на Бродвеї та організацією гастролей.
Мюзикл також був показаний в Торонто, Онтаріо, Канада, в Toronto Centre for the Arts  протягом 16–27 листопада 2011 року. Дуглас Сіллс і Сара Геттельфінгер зіграли Гомеса та Мортицію Аддамс відповідно. Гастрольна версія має «новий центральний конфлікт сюжету, нові або переглянуті чи впорядковані пісні на зміну старим, свіжі оркестрування та хореографію там, де це було необхідно».
Другий гастрольний тур Північною Америкою, продюсером якого виступала компанія Phoenix Entertainment, розпочався у 2013 році. Каст: Дженніфер Фогарті у ролі Венсдей, Келійн Сноугрен – Мортиція, Джессі Шарп – Гомес, Шон Райс – Дядько Фестер, і Сем Примак – Пагслі. Після других гастролей по США Сімейка Аддамс планувала гастролі Азією. Переважно всі актори 2-го Національного туру були затверджені  для азіатського туру за винятком Сема Примака в ролі Пагслі, якого повинен був замінити Коннор Барт.

### Повернення до Чикаго
Мюзикл «Сімейка Аддамсів» повернувся до Mercury Theater у Чикаго. Покази розпочались 5 лютого 2015 року після передоглядів протягом тижня та завершились 15 квітня. Режисером виступив Л. Вальтер Стернс, музичним режисером – Євген Дізон, хореографію створила – Бренда Дідьє, сценографія – Боба Натта, дизайн освітлення Ніка Беллі, звук Майка Росса, костюми Френсіса Маджо.
Шоу отримало одностайні схвальні відгуки. «Набагато спокійніший та значно веселіший! Насолоджувався постановкою Mercury Theater Л. Уолтера Стернса більше, ніж будь-який з моїх попередніх візитів до Сімейки, включаючи пробну постановку до Бродвею, на Бродвеї та гастрольну версію). Сміявся весь час!» (Chicago Tribune) . Постановка була відзначена трьома номінаціями на чиказьку театральну премію Jeff Award і виграла у номінації  Видатна постановка музичного театру середнього розміру. 

### Міжнародні постановки
Перше міжнародна постановка була відкрита в березні 2012 року в Teatro Abril, Сан-Паулу, Бразилія, продюсер T4F, в ролі якого взяли участь Маріса Орт, Даніель Боавентура, Лора Лобо та Бето Саргентеллі. Закрито – в грудні 2012 р.І одразу та сама постановка розпочалась 10 січня 2013 року у Vivo Rio, Ріо-де-Жанейро. 
Європейська прем’єра родини Аддамс відбулася 29 вересня 2012 року в Östgötateatern, Норрчепінг, Швеція (режисер Маттіас Карлссон, диригент Йохан Сіберг.)
Прем'єра мюзиклу відбулася в Capitol Theatre у Сіднеї, Австралія, починаючи з березня 2013 року. Шоу завершило покази 9 червня 2013 р. Мюзикл розпочав свою аргентинську прем’єру в Teatro Ópera в Буенос-Айресі, Аргентина, починаючи з 19 червня 2013 року. Його продюсер бразильська розважальна компанія T4F (Time For Fun).
Сім'я Аддамс була за останні роки представлена в таких країнах, як: Албанія, Німеччина, Аргентина, Австралія, Бразилія, Канада, Китай, Словенія, Іспанія, США, Філіппіни, Фінляндія, Франція, Гватемала, Ірландія, Італія, Японія, Литва, Мальта, Мексика, Нідерланди, Перу, Польща, Росія, Велика Британіяя, Чехія, Домініканська Республіка, Сінгапур, Швеція, Україна, і була перекладена на велику кількість мов світу.

### Постановка в Україні
Українська прем'єра мюзиклу «Сімейка Аддамсів» відбулась в Києві 19 квітня 2019 року на сцені Київського національного академічного театру оперети України. Над виставою працювала литовська постановча група, до якої увійшли режисер-постановник Кестутіс Стасіс Якштас, художник-постановник Гінтарас Макаревічус та балетмейстер-постановник Дайнюс Бервінгіс. Переклад українською Яни Іваницької.
Диригент-постановник — н.а. України Оксана Мадараш.Акторський склад: Гомез — з.а. України Сергій Яцук, Євген Прудник; Мортиція — з.а. України Ася Середа-Голдун, з.а. України Оксана Прасолова, Мар’яна Боднар; Дядько Гній — Кирило Басковський, Дмитро Грішин; Бабуся — з.а. України Валентина Донченко-Бутковська, з.п.к. України Зоя Кравченко, Оксана Мірсон; Середа — Тетяна Дідух, Ганна Коваль, Ольга Федоренко; Пагслі (Йорш) — Дмитро Вівчарюк, Дем’ян Шиян; Хитун — Ігор Тихонов, Олександр Харламов; Мол — н.а. України Сергій Авдєєв, Валентин Котенко; Аліса — з.а. України Ірина Лапіна, з.а. України Любов Доброноженко, з.а. України Ганна Довбня; Лукас — Дмитро Воронов, Максим Гара, Олексій Кириллов.

## Синопсис

### Бродвейська версія

#### Акт I
Огидна сімейка Аддамсів відвідує цвинтар для щорічного збору всіх членів родини (живих, мертвих та тих, хто не визначився), щоб відсвяткувати та нагадати собі, що таке бути Аддамсом («When You're an Addams»). Дядько Фестер (Гній) зупиняє повернення Пращурів назад до їх могил, аби заручитися їх допомогою. Він пояснює, Середа (Вензді) на знак протесту запросила на вечерю свого нового (нормального) хлопця Лукаса Байнекі та його батьків Мола та Алісу. Під час планових тортур свого молодшого брата Пагслі, Середа зізнається, що любов ніби тягне її кудись в новий бік («Pulled»). Тим часом батьки Середи, Мортиція та Гомес, переживають з приводу того, що вона зміниться. («Where Did We Go Wrong»).
Коли Байнекі приїжджають, Середа та Лукас просять кожен свою сім’ю поводитися нормально, щоб всі могли просто спокійно насолодитися вечерею («One Normal Night»). Але в той момент, коли Хитун-дворецький (Ларч) вводить Байнекі в особняк, напруга починає зростати. Мол пропонує знести цей старий будинок, Аліса починає раптово випалювати чудернацькі  вірші, Пагслі, Гній і Бабуся також не справляються з нормальною поведінкою, а ще й Середа, після того, як вісімнадцять років носила чорний одяг, з'являється в яскраво-жовтій сукні. Пізніше Лукас і Середа, подалі від своїх сімей, дають зрозуміти, що справжня причина таких сімейних зборів – це заручини. 
Гомес і Мол випивають разом, і Мол знайомиться з Берніс, гігантським домашнім кальмаром, і Аліса зізнається Мортиції, що пристрасть у  її шлюбі з Молом давно згасла. Потім Мортиція чує, як Середа називає її старою і переживає за появу «гусячих лапок» навколо очей. Вона відхиляє запрошення Гомеса на танго, залишивши його самого й незадоволеним («Morticia»). Тим часом Пагслі переживає, що нове романтичне життя Середи означатиме, що вона більше не буде проводити з ним час та катувати. Він викрадає у Бабусі зілля після того, як вона розповідає, що цей напій здатний виявити чиюсь темну натуру. Пагслі планує підсипати зілля Середі під час вечері («What If?»).
За вечерею проводиться «Гра», коли кожен учасник за столом має щиро зізнатись про щось («Full Disclosure (Part 1)»). Гомес розповідає історію, яка засмучує Мортицію через випадкове порівняння її з козою, а дядько Гній зізнається, що закоханий у Місяць (Планету). Випадково Аліса випиває зілля, яке приготував для Середи Пагслі і на очах у всіх оголошує, що її шлюб це просто якесь безладдя без кохання та висловлює своє глибоке страждання з цього приводу («Waiting»). Коли принижений Мол намагається поїхати зі своєю сім'єю геть, Середа каже всім, що вони з Лукасом одружуються, а Лукас сором'язливо погоджується. Відбувається повний хаос, а дядько Гній, намагаючись якось допомогти, доручає Пращурам здійняти раптовий страшенний шторм, затримавши усіх присутніх в особняку на ніч («Full Disclosure – Part 2»).

#### Акт II
Під час шторму Середа намагається піти, але Лукас хоче залишитися і владнати всі сімейні справи, що веде пару до першої сварки. Мортиція вкрай засмучується, що вона більше не потрібна власній родині, і нагадує собі, що скоро на неї, мабуть, чекає смерть («Just Around the Corner»). Мол та Аліса починають сваритися через свій шлюб за вечерею після того, як Аліса видає черговий вірш, який не римується. Дядько Гній грає на укулеле, співаючи пісню про кохання до Планети. («The Moon and Me»). 
Вийшовши з дому, Середа натрапляє на Гомеса. Він щасливий, що вона знайшла своє кохання, і все ж сумний, що його дочка подорослішала («Happy/Sad»). Середа стурбована тим, що вони з Лукасом занадто різні. На знак довіри до коханої, Лукас зав'язує очі Середі і дозволяє їй вистрілити у яблуко на його голові з арбалету. («Crazier Than You»). Їй це вдається і вони примиряються у обіймах. Пагслі не може заснути, Мортиція втішає його, але все він все ж не може змусити себе зізнатись у тому, що він зробив Алісі. У гроті Гомес і Гній намагаються змусити Мола розказати про свої справжні почуття, але безрезультатно («Let's Not Talk About Anything Else But Love»). Тоді Мола викрадає Берніс та затягує у каналізацію. Бабуся, почувши слово «любов», приходить співати разом з Гомесом і Гноєм («Let's Not Talk About Anything Else But Love (Reprise)»). Через кілька моментів  Алісу веде до гроту Хитун, де Мол, який повернувся з плавання разом із Берніс, навчився цінувати те, що він мав, проводячи час в компанії кальмара, і зізнається, що все досі любить Алісу («In the Arms»). Тепер Гомес піднімається на дах, щоб висловити й свою любов до Мортиції («Live Before We Die»). Вони цілуються і танцюють пристрасне танго. («Tango de Amor»).
Коли всі пари воз’єднуються, Пагслі зізнається, що це він підсипав зілля Алісі, однак його всі вітають, оскільки цей вчинок, з рештою, об’єднав всіх. Дядько Гній, надягає на плечі ракету та каже усім, що він летить, щоб бути разом зі своєю коханою Планетою. Сім'ї співають фінальну арію і всіх дуже вражає, коли Хитун вперше співає вголос, як тільки на Місяці видно клубок диму, сигналізуючи про те, що Гній щойно вдало приземлився («Move Toward the Darkness»).

### Гастрольна версія постановки
Національні гастролі постановки змінили сюжет наступним чином. Після першої пісні дядько Гній звертається безпосередньо до присутніх та співає про любов між Середою і Лукасом і заявляє, що Пращурам не буде дозволено повертатися до своїх могил, поки любов не переможе. Середа зізнається Гомесу про своє кохання до Лукаса, однак змушує його обіцяти не розголошувати свою таємницю Мортиції, поки обидві сім'ї не повечеряють разом. Мортиція зауважує, що Гомес поводиться дивно, і це викликає напругу між ними, особливо тому, що Мортиція вважає, що Гомес ніколи раніше їй не брехав. Коли вечеря призводить до розкриття всіх таємниць, Мортиція задається питанням, чи вдасться врятувати її шлюб, і у Мола та Аліси також виникає великий конфлікт. Коли Мол стає свідком того, як  Лукас готовий ризикнути та пожертвувати собою заради Середи під час пострілу з яблуком, він змінює своє ставлення та мириться з Алісою. Гомес зупиняє Мортицію саме тоді, коли вона збирається покинути сім'ю, нагадуючи їй, що вона діяла в юності так само, як і Середа. Всі моменти сюжету про гігантського кальмара Берніс повністю видалені, а деякі пісні або перероблені на нові, або повністю вирізані; найпомітніша з них – арія в Акті 2  «Let's Not Talk About Anything Else But Love» – вирізана, однак фрагменти тексту використані в Акті 1 у пісні Гноя «Fester's Manifesto» та репризі під назвою «But Love».

## Музичні номери

### Бродвей
| Акт I - "Overture" – Пращури - "When You're an Addams" – Сімейка Аддамсів, Пращури - "Pulled" – Середа, Пагслі - "Where Did We Go Wrong" – Мортиція, Гомес - "One Normal Night" – Company - "Morticia" – Гомес, Пращури - чоловіки - "What If" – Пагслі - "Full Disclosure (Part 1)" – Ансамбль - "Waiting" – Аліса, Пращури - "Full Disclosure (Part 2)" – Ансамбль | Акт II - "Opening Act II" – Пращури - "Just Around the Corner" – Мортиція, Пращури - "The Moon and Me" – Гній, Пращури-жінки - "Happy/Sad" – Гомес - "Crazier Than You" – Середа, Лукас - "Let's Not Talk About Anything Else But Love" – Мол, Гомес, Гній - "Let's Not Talk About Anything Else But Love (Reprise)" † – Бабуся, Гомес, Гній - "In the Arms" – Мол, Аліса, Пращури - "Live Before We Die" – Гомес, Мортиція - "Tango de Amor" – Оркестр - "Move Toward the Darkness" – Ансамбль |

### Гастрольна версія
| Act I - "Overture" – Ancestors - "When You're an Addams" – Сімейка Аддамсів, Пращури - "Fester's Manifesto" † – Фестер - "Two Things" † – Гомес - "Wednesday's Growing Up" † – Гомес - "Three Things" † – Гомес - "Trapped" † – Гомес - "Honor Roll" † / "Pulled" – Середа, Пагслі - "Four Things" † – Гомес - "One Normal Night" – Ансамбль - "But Love (Reprise 1 & 2)" † – Фестер, Пращури - "Secrets" † – Мортиція, Аліса, Пращури-жінки - "Trapped (Reprise)" † / "Gomez's What If" † – Гомес - "What If" – Пагслі - "Full Disclosure (Part 1)" – Ансамбль - "Waiting" – Аліса, пращури - "Full Disclosure (Part 2)" – Ансамбль | Act II - "Opening Act II" – Пращури - "Just Around the Corner" – Мортиція, Пращури - "The Moon and Me" – Фестер, Пращури-жінки - "Happy/Sad" – Гомес - "Crazier Than You" † – Середа, Лукас, Мол,Аліса - "Not Today" † – Гомес - "Live Before We Die" – Гомес, Мортиція - "Tango de Amor" – Оркестр - "Move Toward the Darkness" – Ансамбль - "Bows" † – Ансамбль |

† Не включені в бродвейський каст-альбом.

## Каст (виконавці)
Каст оригінальної постановки, а також дійові особи та виконавці постановки в Києві, Україна.
| Роль                 | Оригінальний бродвейський каст | США тур каст        | 2019 UA каст                                                |
| -------------------- | ------------------------------ | ------------------- | ----------------------------------------------------------- |
| ГОМЕЗ АДДАМС         | Натан Лейн                     | Кемерон Блейклі     | Сергій Яцук, Євген Прудник                                  |
| МОРТИЦІЯ             | Бебе Нойвірт                   | Сара Геттельфінгер  | Ася Середа-Голдун, Оксана Прасолова, Мар’яна Боднар         |
| ДЯДЬКО ГНІЙ          | Кевін Чемберлін                | Блейк Хаммонд       | Кирило Басковський, Дмитро Грішин                           |
| СЕРЕДА АДДАМС        | Криста Родрігес                | Кортні Вольфсон     | Тетяна Дідух, Ганна Коваль, Ольга Федоренко                 |
| ЛУКАС БАЙНЕКІ        | Уеслі Тейлор                   | Брайан Джастін Крам | Дмитро Воронов, Максим Гара, Олексій Кириллов               |
| БАБУСЯ               | Джекі Хоффман                  | Pippa Pearthree     | Валентина Донченко-Бутковська, Зоя Кравченко, Оксана Мірсон |
| ПАГСЛІ (ЙОРШ) АДДАМС | Адам Ріглер                    | Піппа Пертрі        | Дмитро Вівчарюк, Дем’ян Шиян                                |
| ХИТУН                | Захарі Джеймс                  | Том Корбей          | Ігор Тихонов, Олександр Харламов                            |
| МОЛ БАЙНЕКІ          | Терренс Маннс                  | Мартін Віднович     | Сергій Авдєєв, Валентин Котенко                             |
| АЛІСА БАЙНЕКІ        | Каролі Кармелло                | Кріста Мур          | Ірина Лапіна, Любов Доброноженко, Ганна Довбня              |

## Аналіз лібрето та музики
На додаток до оригінальних персонажів, створених Аддамсом, мюзикл представляє нових героїв Мола, Алісу та Лукаса Байнекі. Ансамбль складається з групи пращурів родини Аддамсів з абсолютно різних епох.
Ліппа сказав, що написав більшу частину партитури відповідно до особистості кожного персонажа. У Гомеса – арії в стилі фламенко, Середа звучить більш сучасно, а у Фестера –  водевільні партії. «Let's Not Talk About Anything Else But Love» – це «джаз /ритм/драйв», а«Щасливий / Сумний» - балада, що нагадує твори Стівена Сондгейма.

## Запис каст-альбому
Запис бродвейського каст-альбому був створений компанією Decca Broadway. З більшістю музичних номерів шоу реліз відбувся 8 червня 2010 року. Альбом був записаний 19 квітня 2010 року, а продюсер - Ендрю Ліппа.
| No. | Title                                                   | Length |
| --- | ------------------------------------------------------- | ------ |
| 1.  | "The Addams Family Theme"                               | 0:16   |
| 2.  | "Overture"                                              | 1:58   |
| 3.  | "When You're an Addams"                                 | 4:25   |
| 4.  | "Pulled"                                                | 2:59   |
| 5.  | "Where Did We Go Wrong"                                 | 2:20   |
| 6.  | "One Normal Night"                                      | 4:45   |
| 7.  | "Morticia"                                              | 3:49   |
| 8.  | "What If?"                                              | 2:06   |
| 9.  | "Full Disclosure"                                       | 2:34   |
| 10. | "Waiting"                                               | 2:25   |
| 11. | "Full Disclosure (Part 2)"                              | 1:09   |
| 12. | "Just Around the Corner"                                | 3:58   |
| 13. | "The Moon and Me"                                       | 3:03   |
| 14. | "Happy/Sad"                                             | 3:55   |
| 15. | "Crazier Than You"                                      | 2:51   |
| 16. | "Let's Not Talk About Anything Else But Love"           | 3:19   |
| 17. | "Let's Not Talk About Anything Else But Love (Reprise)" | 0:50   |
| 18. | "In The Arms"                                           | 2:24   |
| 19. | "Live Before We Die"                                    | 2:48   |
| 20. | "Tango de Amor"                                         | 3:11   |
| 21. | "Move Toward the Darkness"                              | 3:58   |
| 22. | "Not Today"                                             | 3:12   |

Примітка: "Not Today" співає Ліппа  як бонус-трек до релізу каст-альбому в iTunes.